# Лясоцин (Любуське воєводство)
Лясоцин (пол. Lasocin) — село в Польщі, у гміні Кожухув Новосольського повіту Любуського воєводства.
Населення — 300 осіб (2011).
У 1975-1998 роках село належало до Зеленогурського воєводства.

## Демографія
Демографічна структура станом на 31 березня 2011 року:
|          | Загалом | Допрацездатний вік | Працездатний вік | Постпрацездатний вік |
| -------- | ------- | ------------------ | ---------------- | -------------------- |
| Чоловіки | 143     | 25                 | 100              | 18                   |
| Жінки    | 157     | 36                 | 79               | 42                   |
| Разом    | 300     | 61                 | 179              | 60                   |